# Hans D. Barbier

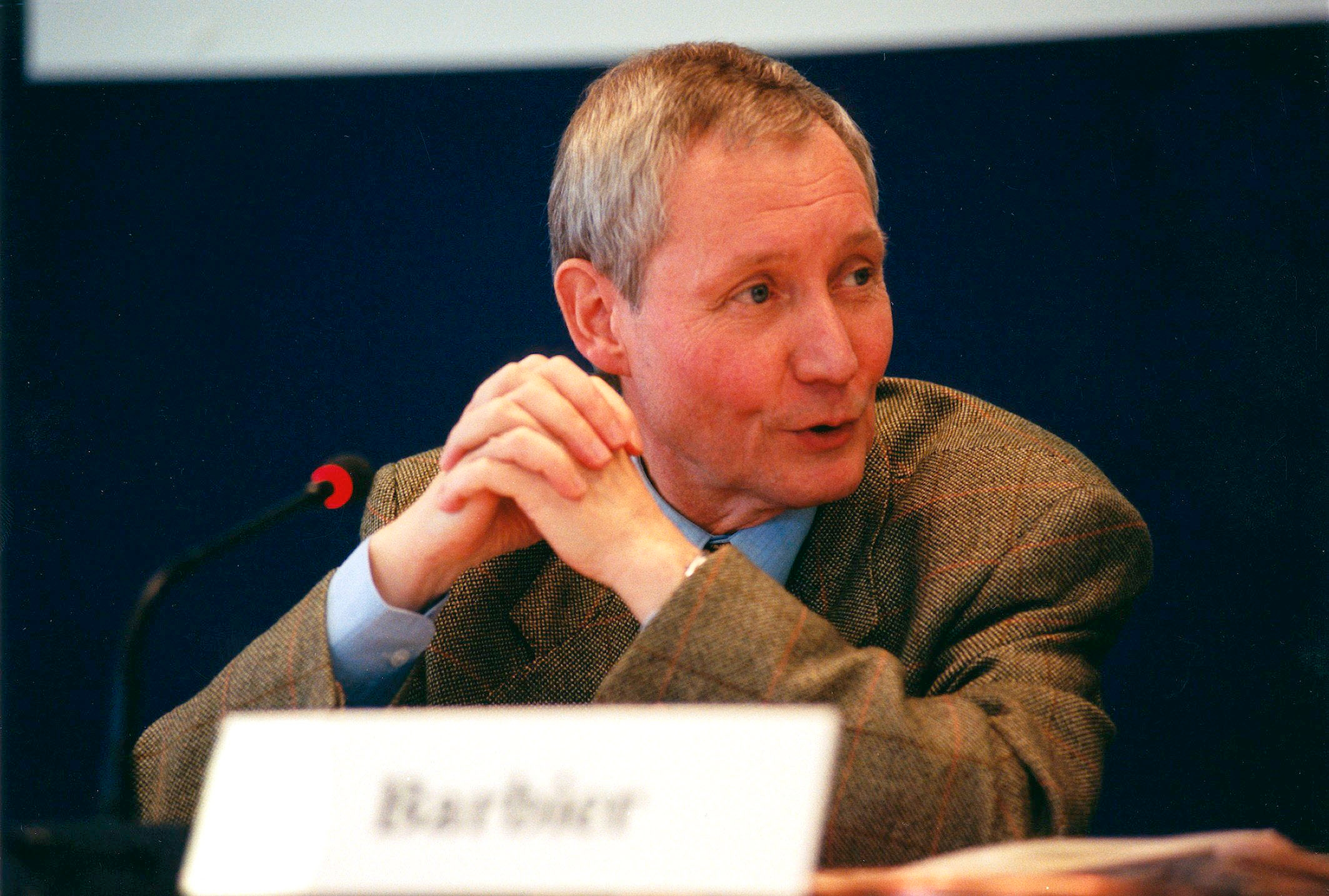
Hans D. Barbier (1995)

Hans Dietmar Barbier (gesprochen: Barbié; * 15. April 1937 in Mönchengladbach; † 17. Februar 2017 in Bonn) war ein deutscher Journalist. Er war bis Juni 2014 Vorsitzender der Ludwig-Erhard-Stiftung.

## Leben
Hans D. Barbier studierte Volkswirtschaftslehre und wurde 1968 mit einer entscheidungstheoretischen Arbeit zur Ausbildungsökonomik an der Universität des Saarlandes bei Herbert Giersch promoviert.
Eine bereits begonnene Habilitationsschrift ließ Barbier liegen, um 1969 in die Börsenredaktion der Frankfurter Allgemeinen Zeitung (FAZ) einzutreten. Unterschiedliche Überzeugungen in wirtschaftspolitischen Grundfragen (so plädierte Barbier z. B. – gegen die Mehrheitsmeinung in der FAZ – für die Freigabe der festen Wechselkurse), führten dazu, dass er 1974 die FAZ verließ und zur Süddeutschen Zeitung als deren Bonner Korrespondent wechselte. 1986 kehrte er zur FAZ zurück und leitete bis 2002 deren wirtschaftspolitisches Ressort. Auch nach seiner Pensionierung schrieb Barbier für die FAZ in der Kolumne „Zur Ordnung“.
Barbier war Kurator, Botschafter und Testimonial der Initiative Neue Soziale Marktwirtschaft. Er gehörte dem Vorstand der Aktionsgemeinschaft Soziale Marktwirtschaft an. Er war von 1985 bis 2013 Mitglied im Kuratorium der Friedrich-Naumann-Stiftung für die Freiheit an. Von 2003 bis 2011 war er geschäftsführender Herausgeber der Zeitschrift liberal.
Jürgen Nordmann zählt Barbier zu den herausragenden neoliberalen Journalisten („second hand dealers in ideas“ sensu Hayek) im deutschsprachigen Zeitungssektor. Der Spiegel schrieb in seinem Nachruf, Barbier „… wurde der wohl meistbeachtete Wirtschaftsjournalist des Landes. Dass ihn die Rechten kritisierten, allzu böse Texte über Helmut Kohl und dessen Regierung zu schreiben, hat ihn eben sowenig gestört wie der Vorwurf der Linken, er sei ein Neoliberaler“.
Barbier war verheiratet und katholisch.

## Auszeichnungen
- 1985 Karl-Hermann-Flach-Preis
- 1986 Bernhard-Harms-Medaille des Instituts für Weltwirtschaft[7]
- 1989 Ludwig-Erhard-Preis für Wirtschaftspublizistik
- 1992 Alexander-Rüstow-Plakette
- 1992 Franz-Karl-Maier-Preis der Tagesspiegel-Stiftung[8]
- 1996 Karl-Bräuer-Preis des Bundes der Steuerzahler
- 2001 Publizistik-Preis der Friedrich-August-von-Hayek-Stiftung[9]
- 2004 Reinhold-Maier-Medaille

## Veröffentlichungen
- zusammen mit Rainer Hank: Bubenstücke. Vom Unsinn in der Wirtschaftspolitik. Frankfurter Allgemeine Buch im FAZ-Institut, Frankfurt 2004, ISBN 3-89981-042-2.
- zusammen mit Berthold Sillich: Soziale Marktwirtschaft als Aufgabe. Neue Herausforderungen und bewährte Prinzipien. Sinus-Verlag, Krefeld 2001, ISBN   3-88289-418-0.
- zusammen mit Jürgen Jeske (Hrsg.): Handbuch Wirtschaft. So nutzt man den Wirtschafts- und Finanzteil einer Tageszeitung. Societäts-Verlag, Frankfurt am Main 2000, ISBN 3-7973-0744-6.
- Perspektiven des europäischen Kartellrechts. Frankfurter Institut, Bad Homburg 1999, ISBN 3-89015-071-3.
- (Hrsg.): Die Moral des Marktes. Gabler Verlag, Wiesbaden 1990, ISBN 3-409-19135-6.
- zusammen mit Heinrich Weiss, Klaus Oberländer: Der deutsche Vereinigungsprozess aus der Sicht der Wirtschaft. Industrie-Club, Düsseldorf 1990.
- zusammen mit Fides Krause-Brewer (Hrsg.): Die Person hinter dem Produkt. Verlag Norman Rentrop, Bonn 1988, ISBN 3-8125-0067-1.
- (Mitverfasser): Entwicklungspolitik im Spannungsfeld von Solidarität und Eigeninteresse. Fischer Verlag, Frankfurt am Main 1986, ISBN 3-437-50306-5.
- Die Nachfrage nach Ausbildung. Eine konsumtheoretische Interpretation. Köln u. a. 1969 (zugleich: Diss. Univ. des Saarlandes, 1968).